# Glaucome congénital

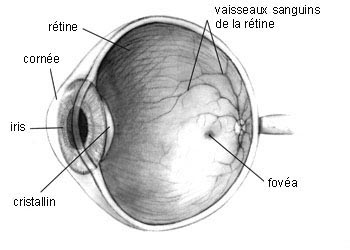
Œil humain.

Le glaucome congénital est une affection rare, le plus souvent bilatéral (peut être unilatéral), parfois asymétrique, dû à la persistance d’une membrane embryonnaire (membrane de Barkan) responsable d’une obstruction de l’angle irido-cornéen.

## Présentation
Le glaucome congénital est une maladie génétique se manifestant par une augmentation de la tension oculaire pouvant évoluer en glaucome. La genèse des glaucomes par anomalie de développement est liée à l’embryologie de l’angle camérulaire et de la chambre antérieure.
Cette anomalie de développement peut être isolée ou être associée à d’autres malformations oculaires (cataracte congénitale) ou générales (maladie de Sturge Weber Krabe).
Le glaucome congénital peut être héréditaire, l’hérédité du glaucome congénital est décrite comme étant soit sporadique (issue d'une mutation lors de la gamétogénèse) pour 66 % des cas, soit autosomale récessive.

## Diagnostic
Les signes cliniques du glaucome congénital peuvent être mis en évidence dès la première semaine de vie, c'est pourquoi le diagnostic sera souvent évoqué par le pédiatre ou l'obstétricien :
- une photophobie ;
- un larmoiement clair ;
- une mégalocornée, correspondant à une augmentation du diamètre cornéen.

En effet sous l'augmentation de la pression intra-oculaire (PIO), l'œil du nouveau-né se déforme, pouvant aller jusqu’à la buphtalmie (aspect « œil de bœuf »).
Le diagnostic sera donné après un examen sous anesthésie générale sous microscope. Il sera confirmé par une PIO élevée (> 21 mmHg), une augmentation du diamètre de la cornée (> 12 mm) et une atrophie du nerf optique.

## Traitement
Le traitement du glaucome congénital est uniquement chirurgical et doit être proposé dans les plus brefs délais.
On distingue 3 types d’opérations :
- goniotomie (on ouvre l’angle en incisant la membrane de Barkan) ;
- trabéculotomie[1] ;
- trabéculectomie[2].

### Surveillance
La surveillance doit être régulière: contrôle de la tension oculaire (TO), transparence des cornées tous les 6 mois pendant deux ans puis une fois par an à vie.
La bonne prise en charge du glaucome congénital nécessite la complémentarité d'une équipe pluridisciplinaire entre le pédiatre, l'ophtalmologue, l'orthoptiste, l'anesthésiste et le généticien.